# Трофименко, Владимир Павлович
Влади́мир Па́влович Трофиме́нко (род. 21 января 1946 года) — советский и российский военачальник. Участник боевых действий в Египте, Сирии. Начальник штаба — первый заместитель командира 34-го армейского корпуса Северо-Кавказского военного округа. Военный комиссар Краснодарского края. Генерал-майор в отставке.

## Биография
Родился 21 января 1946 года в с. Раздольное Самарского района Восточно-Казахстанской области Казахской ССР в семье рабочих.
В 6 лет пошёл в школу. Окончил 10 классов и училище механизации сельского хозяйства. С 1962 по 1964 год работал в совхозе механизатором.

### Образование
- 1967 году Ташкентское высшее танковое командное училище
- 1976 году Военная орденов Ленина и Октябрьской Революции, Краснознамённая академия бронетанковых войск имени Маршала Советского Союза Р. Я. Малиновского

### На воинской службе
В 1964 г. поступил в Ташкентское высшее танковое командное училище им. маршала бронетанковых войск П. С. Рыбалко. В 1967 году закончил его.
1967 — 1971 годы — командир разведывательного взвода 336-го отдельного гвардейского Белостокского орденов Суворова и Александра Невского полка морской пехоты (г. Балтийск Калининградской области).
1971 — 1973 годы — участие в боевых действиях в Египте, Сирии.
1973 — 1976 годы — слушатель командного факультета Военной академии БТВ им. маршала Р. Я. Малиновского.
1976 — 1979 годы — начальник штаба 150-го танкового полка 55-й дивизии морской пехоты Тихоокеанского флота (г. Владивосток).
1979 — 1983 годы — командир 390-го полка морской пехоты 55-й дивизии морской пехоты (пос. Славянка, Приморский край).
1983 — 1986 годы — начальник штаба 55-й дивизии морской пехоты (г. Владивосток).
1986 — 1987 годы — преподаватель кафедры управления войсками и службы штабов Военной академии БТВ (г. Москва).

### На высших должностях
1987 — 1991 гг. — командир 12-й гвардейской танковой Уманской ордена Ленина Краснознамённой ордена Суворова дивизии 3-й ОА Группы советских войск в Германии (г. Нойруппин, Германия).
1991 — 1992 годы — начальник штаба 34-го армейского корпуса СКВО (г. Волгоград).
1992 — 2001 годы — военный комиссар Краснодарского края (г. Краснодар).

### В отставке
с 2001 года в запасе.
Живёт и работает в городе Краснодар.
С 2012 года Инспектор Группы инспекторов Объединённого стратегического командования Южного военного округа Министерства обороны Российской Федерации.
Газета Вольная Кубань писала:

Всю сознательную жизнь Владимир Павлович посвятил служению Родине в Вооруженных Силах.
Военный талант генерал В. Трофименко проявил на посту командира дивизии морской пехоты и начальника штаба армейского корпуса. Участник боевых действий и локальных войн, сегодня Владимир Павлович оказывает помощь командирам воинских частей, передает им свой богатый опыт. За многолетнюю безупречную службу награждён орденами и медалями Советского Союза и России. Друзья и соратники поздравляют Владимира Павловича с 70-летием, желают счастья, хорошего здоровья и долгих лет жизни.

Генералы С. Яцук, А. Наумов, Ф. Мельничук, Я. Люфи, Ю. Савенков, В. Миргородский, Свиридов М. И., Фурсеев А. Г., Шпика В. И., Баев В. С., Новиков В. И. и группа военных инспекторов.
21 января 2016 года.— http://gazetavk.ru/?d=2016-02-16&r=30&s=18207
Руководитель Региональной общественной организации морских пехотинцев Краснодарского края.

## Семья
- жена
- дети

## Знаки отличия
- Орден «За службу Родине в Вооружённых Силах СССР» 3 степени
- Орден «За военные заслуги» (Россия)
- Медаль За боевые заслуги
- Юбилейная медаль «Двадцать лет Победы в Великой Отечественной войне 1941—1945 гг.»
- Медаль «За укрепление боевого содружества»
- Юбилейная медаль «300 лет Российскому флоту»
- Юбилейная медаль «50 лет Вооружённых Сил СССР»[2]
- Юбилейная медаль «60 лет Вооружённых Сил СССР»[3]
- Юбилейная медаль «70 лет Вооружённых Сил СССР»[4]
- Медаль «200 лет Министерству обороны»
- Медаль «За безупречную службу» I степени
- Медаль «За безупречную службу» II степени
- Медаль «За безупречную службу» III степени
- Медаль «За ратную доблесть» и др.
- Награждён именным оружием — пистолетом ПМ.
- Имеет награды других ведомств
- Иностранные награды.